# Joep Sertons
 (décembre 2018).
Si vous disposez d'ouvrages ou d'articles de référence ou si vous connaissez des sites web de qualité traitant du thème abordé ici, merci de compléter l'article en donnant les références utiles à sa vérifiabilité et en les liant à la section « Notes et références ».
Joep Sertons, né Johannes Petrus Maria Sertons le 20 novembre 1959 à Blaricum, est un acteur néerlandais.

## Filmographie

### Cinéma
- 2001 : L'Ascenseur : Niveau 2 : La garde du corps
- 2002 : Swingers : Timo
- 2003 : De schippers van de Kameleon (nl) : Docteur
- 2005 : Kameleon 2 (nl) : Docteur
- 2005 : Snuf en de jacht op Vliegende Volckert : Le maire
- 2006 : Sinterklaas en het Uur van de Waarheid (nl) : Govert Glinster
- 2007 : The Italian Connection (nl) : Will
- 2007 : Spetter en het Romanov Raadsel (nl) : Axel van Duivenbooden
- 2008 : Sinterklaas en het Geheim van het Grote Boek (nl) : Govert Glinster
- 2011 : Caged: Raymond
- 2012 : De Club van Lelijke Kinderen (nl) : Président Isimo

### Téléfilms
- 1987 : Zeg eens Aaa (nl) : Verkoper
- 1988-1989 : Medisch Centrum West (nl) : Herman Ploegstra
- 1989-1992 : Spijkerhoek (nl) : Tony Beymer
- 1991 : De Dageraad (nl) : Guido Maasland
- 1992 : Foreign Affairs  : Henk van Rhoonskerke
- 1994 : Vrienden voor het leven (nl): Sjoerd
- 1994-1995 : Vrouwenvleugel (nl) : Paul Jaspers
- 1995-1998 : Onderweg naar Morgen : Paul de Ridder
- 1998-2001 : Kees & Co (nl) : Ron
- 1999-2003 : Westenwind (nl) : Max Noordermeer
- 2003 : Rozengeur & Wodka Lime (nl) : Felix de Reuver
- 2004 : De Club van Sinterklaas (nl): Le rechercheur Kledder
- 2006 : Koppels (nl) : Mike van Gunteren
- 2008-2010 : Voetbalvrouwen (nl) : Rutger Carolus
- 2009-2010 : 2012: Het jaar nul (nl) : Chris Meyer
- 2010-2021 :	Goede tijden, slechte tijden : Deux rôles (Anton Bouwhuis et Sinterklaas)[2],[3]
- 2013 : Zone Stad (nl) : Jaap Degreef
- 2017 : De Slet van 6 vwo (nl) : Vader Laura
- 2018 : De Kameleon (nl) : Docteur
- 2018 : Force (nl) : Frederik